# Nork-Marach
Nork-Marach (en arménien Նորք-Մարաշ) est un des douze districts d'Erevan, la capitale de l'Arménie.

## Situation
D'une superficie de 460 hectares et peuplé de 11 400 habitants, ce district s'apparente plus à un village qu'à une véritable ville. Situé sur une colline juste à l'est du centre, il se développe rapidement ces dernières années et de nombreuses grandes villas y voient le jour régulièrement. Son succès est dû à la proximité du centre, à l'altitude, à la relative douceur estivale et à l'impressionnant panorama sur toute la ville.

## Administration
Le district est divisé en deux quartiers : Nork et Nor Marach.